# Byrrhidae
Famille
Les Byrrhidae forment une famille d'insectes coléoptères phytophages.

## Liste des sous-familles et genres rencontrés en Europe
Selon Fauna Europaea (10 janv. 2015) :
- sous-famille Byrrhinae
  - Arctobyrrhus
  - Byrrhus
  - Carpathobyrrhulus
  - Chrysobyrrhulus
  - Curimus
  - Cytilus
  - Lamprobyrrhulus
  - Lasiomorychus
  - Morychus
  - Pedilophorus
  - Porcinolus
  - Simplocaria
  - Trichobyrrhulus
- sous-famille Syncalyptinae
  - Chaetophora
  - Curimopsis

## Liste des sous-familles
Selon BioLib (1er avril 2018) et ITIS (1er avril 2018) :
- Amphicyrtinae LeConte, 1861
- Byrrhinae Latreille, 1804
- Syncalyptinae Mulsant & Rey, 1869